# Mera Hitlåtar
Mera hitlåtar var en musikfestival vid Rudan i Handen, ett par mil söder om Stockholm. Festivalen hölls första gången 20 augusti 1994.

## Artister som uppträdde 1994
Dia Psalma, De Lyckliga Kompisarna, Charta 77, Coca Carola, Räserbajs, Köttgrottorna, Cosa Nostra, Molly, Stockholms Negrer, Dennis och de blå apelsinerna, Endivia

## Artister som uppträdde 1995
+ Moms, 59 Times The Pain, bob hund, Broder Daniel, Candysuck, Carpe Wade, Charta 77, Coca Carola, De Lyckliga Kompisarna, Johan Johansson, Kalle Baah, Köttgrottorna, Lysistrate, Mindjive, Molly, Mufflon 5, Peter Wahlbeck, Satanic Surfers, Simon & The Problem Child, Sindy Kills Me, Souls, Stefan Sundström & Apache, Stukas, Svart Snö, The Hellacopters, The Queers, Troublemakers, Tuk Tuk Rally, Venerea

## Artister som uppträdde 1996
Bazooka!, Refused, The Hellacopters, Troublemakers, bob hund, Weeping Willows, The Nomads, Monster, Liberator, Gordon, Coca Carola, Radioaktiva räker, Köttgrottorna, Cosa Nostra, Johan Johansson, Candysuck, Molly, Smaklösa, Gymnastiken, Passage 4, Sindy Kills Me, Melony, Sobsister, D.V., Hela Huset Skakar, Honeysuckle, Slobsticks, Smash Hit Wonders, Nausea Hits, Endivia, Klasses Blomma, Stry & Wild Smoke

## Artister som uppträdde 1997
Backyard Babies, The Hellacopters, Entombed, Randy, The Bear Quartet, The Kristet Utseende, Nine, The Nomads, Monster, Stefan Sundström, Coca Carola, Räserbajs, Starmarket, Loosegoats, Köttgrottorna, Happydeadmen, Cosa Nostra, Johan Johansson, Candysuck, Memo, Stoned, Petrol, Durango 95, Åka bil, Stickboy, The Robots, Sindy Kills Me, hans solo, Skankin' Pickles, Loudean, clean sheets, Mart Hällgren, Kids Are Sick, Herr Marmelad & Hans Skorpor

## Artister som uppträdde 1998
The Ark, The Hives, Weeping Willows, Bad Cash Quartet, Divine, Brazzaville, Fireside, Charta 77, Monster, Wolfpack, Coca Carola, Starmarket, Voice of a Generation, Soul Patrol, Candysuck, Twopointeight, Bounce, Mart, Henry Fiat's Open Sore, Space Age Baby Jane, Haystack, Roadrunners, Misdemeanor, Seamonster, Urban turban, The Dontcares, Backfish, Robert Blom, Asteroids, D.V., Babalou Smith, Dryad, Endivia, Red Mike Selection, Whippet, dansa bansa

## Artister som uppträdde 1999
Backyard Babies, The Hives, The (International) Noise Conspiracy, Entombed, Randy, Garmarna, Cascade, Charta 77, The Nomads, Monster, Breach, Turmoil, Stefan Sundström, Coca Carola, Starmarket, Loosegoats, Voice of a Generation, Johan Johansson, Separation, Popshop, The Facer, Hawaii Mud Bombers, Plastic Soul, Strollers, Kajsa Grytt & Malena Jönsson, The Valets, Nattas, Serial Cynic, Beaver Farm, The Famous 27, Truckstar, Roots Rebels, Bombshell Rocks

## Artister som uppträdde 2000
Generals, The Cigarres, Topper, Turpentines, Rockmonster, A-Bombs, Ulf Sturesson, Breach, DS-13, Frontlash, Pipelines, Brisco, Kinema, Voice Of A Generation, Coca Carola, Riddim Section, Redline Records, Ohlson Har Semester Production, Cascade, Amulet, Violet, Ray Wonder, Rachel Stamp, Grand Tone Music, Caesar's Palace, Tiny Shoes, The Mayhems, Juniper, Ubba, Satirnine, Tempus, Nasum, Charta 77, Randy, Section 8